# Wilfrido Báez
Wilfrido Manuel Báez (n. Paraguay, 18 de junio de 1994) es un futbolista paraguayo. Juega de delantero y su equipo actual es el Deportivo Recoleta de la Primera División de Paraguay lleva 11 partidos jugados 4 goles marcados y 1 asistencia hasta la fecha número 13 del torneo apertura 2025 

## Clubes
| Club              | País     | Año         |
| ----------------- | -------- | ----------- |
| General Díaz      | Paraguay | 2014 - 2017 |
| Deportivo Santaní | Paraguay | 2018        |
| General Díaz      | Paraguay | 2021        |